# Austrian Open Kitzbühel
Austrian Open Kitzbühel (cunoscut în mod oficial ca Generali Open Kitzbühel) și inițial cunoscut sub numele Campionatele Internaționale austriece (1894-1969), este un turneu anual de tenis desfășurat în Kitzbühel, Austria. Evenimentul a făcut parte din ATP World Series de la crearea ATP World Tour până în 1998, International Series Gold din 1999–2008 și din seria ATP World Tour 250 în 2009. A fost retrogradat la ATP Challenger Tour în 2010, înainte de a recâștiga statutul de turneu de top în 2011. Face parte din nou din seria 250. Turneul se desfășoară, din 1894, pe terenuri cu zgură.

## Rezultate

### Simplu
| ATP Challenger Tour (2010)               |
| ATP World Tour (1990–2009, 2011–prezent) |

| An        | Oraș gazdă   | Campion                        | Finalist                      | Scor                         |
| --------- | ------------ | ------------------------------ | ----------------------------- | ---------------------------- |
| 1894      | Praga        | Harold William Gandon          | H. Voss                       | 6–0, 6–1, 6–3                |
| 1895      | Praga        | Conway William Blackwood Price | Harold William Gandon         | 6–1, 6–2, 6–4                |
| 1896      | Praga        | Herbert Guy Nevill Dering      | Maurice F. Day                | 6–3, 6–0 ret.                |
| 1897      | Praga        | Herbert Guy Nevill Dering      | Harold William Gandon         | 6–3, 6–1 ret.                |
| 1898      | Praga        | Jorge André                    | Rolf Kinzl                    | 6–1, 0–6, 6–3, 6–3           |
| 1899      | Praga        | Herbert Guy Nevill Dering      | Alfred Ringhoffer             | 1–6, 6–0, 7–5                |
| 1900      | Praga        | Major Ritchie                  | Herbert Guy Nevill Dering     | w.o.                         |
| 1901      | Praga        | Major Ritchie                  | Kurt von Wessely              | 6–1, 6–2, 6–1                |
| 1902      | Praga        | Major Ritchie                  | Frederick W. Payn             | 6–3, 6–2, 6–4                |
| 1903      | Praga        | Major Ritchie                  | Kurt von Wessely              | 6–0, 6–0, 6–2                |
| 1904      | Praga        | Herbert Roper-Barrett          | Major Ritchie                 | 1–6, 6–2, 3–0 ret.           |
| 1905      | Praga        | Major Ritchie                  | Kurt von Wessely              | 6–3, 8–6, 6–4                |
| 1906      | Praga        | Anthony Wilding                | Major Ritchie                 | 7–5, 2–6, 7–5, 6–3           |
| 1907      | Praga        | Anthony Wilding                | Oscar Kreuzer                 | 6–1, 6–1, 6–1                |
| 1908      | Nu s-a ținut | Nu s-a ținut                   | Nu s-a ținut                  | Nu s-a ținut                 |
| 1909      | Praga        | Kurt von Wessely               | Felix Pipes                   | 8–6, 6–1, 7–5                |
| 1910      | Praga        | Heinrich Kleinschroth          | Jaroslav Just                 | 6–2, 6–1, 6–1                |
| 1911      | Praga        | Heinrich Kleinschroth          | Oscar Kreuzer                 | 5–7, 3–6, 6–1 ret.           |
| 1912      | Praga        | Otto Froitzheim                | Oscar Kreuzer                 | 6–1, 6–1 ret.                |
| 1913      | Praga        | Oscar Kreuzer                  | Felix Pipes                   | 8–6, 6–1, 7–5                |
| 1914      | Praga        | Oscar Kreuzer                  | Heinrich Kleinschroth         | 6–2, 7–5, 6–4                |
| 1915–1919 | Nu s-a ținut | Nu s-a ținut                   | Nu s-a ținut                  | Nu s-a ținut                 |
| 1921      | Viena        | Robert Kleinschroth            | Heinrich Kleinschroth         | 7–5, 8–6                     |
| 1922      | Viena        | Béla von Kehrling              | Paul Brick                    | 6–1, 6–2, 6–2                |
| 1923      | Viena        | Oscar Kreuzer                  | Friedrich Röhrer              | 6–4, 6–1, 6–3                |
| 1924      | Viena        | Umberto de Morpurgo            | Béla von Kehrling             | 4–6, 6–3, 6–1, 6–4           |
| 1925      | Viena        | Jan Koželuh                    | Pavel Macenauer               | w.o.                         |
| 1926      | Viena        | Jan Koželuh                    | Willy Winterstein             | 6–2, 6–1, 6–3                |
| 1927      | Viena        | Roger George                   | Antoine Gentien               | 6–4, 6–3, 2–6, 1–6, 6–0      |
| 1928      | Viena        | Henri Cochet                   | Franz-Wilhelm Matejka         | 6–4, 6–2, 4–6, 6–4           |
| 1929      | Viena        | Henri Cochet                   | Franz-Wilhelm Matejka         | 6–3, 7–5, 6–3                |
| 1930      | Viena        | Bill Tilden                    | Franz-Wilhelm Matejka         | 6–2, 8–6, 6–4                |
| 1931      | Viena        | Henri Cochet                   | Roderich Menzel               | 4–6, 6–1, 6–1, 6–4           |
| 1932      | Viena        | Emmanuel du Plaix              | Roderich Menzel               | w.o.                         |
| 1933      | Viena        | Daniel Prenn                   | Herbert Kinzl                 | 6–1, 5–7, 6–3, 6–1           |
| 1934      | Viena        | Franz-Wilhelm Matejka          | Georg Felix von Metaxa        | 6–3, 4–6, 5–7, 6–3, 6–4      |
| 1935      | Viena        | Giovanni Palmieri              | Giorgio de Stefani            | 6–4, 4–6, 6–1, 7–5           |
| 1936      | Viena        | Adam Baworowski                | Georg Felix von Metaxa        | 3–6, 6–1, 1–6, 6–3, 6–1      |
| 1937      | Viena        | Ottó Szigeti                   | Hans Redl                     | 8–6, 5–7, 6–0, 6–2           |
| 1938–1948 | Nu s-a ținut | Nu s-a ținut                   | Nu s-a ținut                  | Nu s-a ținut                 |
| 1949      | Viena        | Dragutin Mitić                 | Josip Palada                  | 8–6, 7–5, 7–5                |
| 1950      | Viena        | Fred Kovalevski                | Irvin Dorfman                 | 2–6, 5–7, 6–1, 6–4, 6–3      |
| 1951      | Viena        | Fred Huber                     | Enzo Pautassi                 | 6–3, 6–3, 6–4                |
| 1952      | Salzburg     | Jaroslav Drobný                | Eric Sturgess                 | 6–2, 4–6, 2–6, 6–4, 6–0      |
| 1953      | Nu s-a ținut | Nu s-a ținut                   | Nu s-a ținut                  | Nu s-a ținut                 |
| 1954      | Viena        | Kurt Nielsen                   | Malcolm Fox                   | 6–3, 7–5, 6–1                |
| 1955      | Viena        | Władysław Skonecki             | Luis Ayala                    | 6–3, 6–2, 4–6, 6–2           |
| 1956      | Viena        | Fred Huber                     | Lew Hoad                      | 6–2, 6–4, 8–6                |
| 1957      | Viena        | Lew Hoad                       | Jaroslav Drobný               | 6–3, 6–3, 6–3                |
| 1958      | Portschach   | Jaroslav Drobný                | Ramanathan Krishnan           | 6–3, 3–6, 6–3, 6–4           |
| 1959      | Kitzbühel    | Budge Patty                    | Ladislav Legenstein           | 8–6, 6–1, 6–2                |
| 1960      | Portschach   | Billy Knight                   | Budge Patty                   | 6–2, 6–3, 3–6, 6–3           |
| 1961      | Kitzbühel    | Roy Emerson                    | Rod Laver                     | 6–3, 6–3, 3–6, 0–6, 6–2      |
| 1962      | Graz         | Ingo Buding                    | Alan Lane                     | 6–1, 6–2                     |
| 1963      | Portschach   | Fred Stolle                    | Bob Hewitt                    | 6–2, 7–5, 6–1                |
| 1964      | Viena        | Boro Jovanović                 | Giuseppe Merlo                | 4–6, 6–3, 6–3, 6–0           |
| 1965      | Kitzbühel    | Wilhelm Bungert                | Bob Hewitt                    | 5–7, 5–7, 6–4, 6–3, 6–3      |
| 1966      | Portschach   | Ion Țiriac                     | Istvan Gulyas                 | 6–4, 10–8, 9–7               |
| 1967      | Kitzbühel    | Martin Mulligan                | Wilhelm Bungert               | 6–2, 6–2, 2–6, 6–4           |
| 1968      | Portschach   | Herb Fitzgibbon                | Barry Phillips-Moore          | 6–4, 6–0, 7–5                |
| 1969      | Kitzbühel    | Manuel Santana                 | Manuel Orantes                | 6–4, 6–2, 6–3                |
| 1970      | Kitzbühel    | Željko Franulović              | John Alexander                | 6–4, 9–7, 6–4                |
| 1971      | Kitzbühel    | Fără câștigîtor                | Clark Graebner Manuel Orantes |                              |
| 1972      | Kitzbühel    | Colin Dibley                   | Dick Crealy                   | 6–1, 6–3, 6–4                |
| 1973      | Kitzbühel    | Fără câștigător                | Raúl Ramírez Manuel Orantes   |                              |
| 1974      | Kitzbühel    | Balázs Taróczy                 | Onny Parun                    | 6–1, 6–4, 6–4                |
| 1975      | Kitzbühel    | Adriano Panatta                | Jan Kodeš                     | 2–6, 6–2, 7–5, 6–4           |
| 1976      | Kitzbühel    | Manuel Orantes                 | Jan Kodeš                     | 7–6, 6–2, 7–6                |
| 1977      | Kitzbühel    | Guillermo Vilas                | Jan Kodeš                     | 5–7, 6–2, 4–6, 6–3, 6–2      |
| 1978      | Kitzbühel    | Chris Lewis                    | Vladimír Zedník               | 6–1, 6–4, 6–0                |
| 1979      | Kitzbühel    | Vitas Gerulaitis               | Pavel Složil                  | 6–2, 6–2, 6–4                |
| 1980      | Kitzbühel    | Guillermo Vilas                | Ivan Lendl                    | 6–3, 6–2, 6–2                |
| 1981      | Kitzbühel    | John Fitzgerald                | Guillermo Vilas               | 3–6, 6–3, 7–5                |
| 1982      | Kitzbühel    | Guillermo Vilas                | Marcos Hocevar                | 7–6, 6–1                     |
| 1983      | Kitzbühel    | Guillermo Vilas                | Henri Leconte                 | 7–6, 4–6, 6–4                |
| 1984      | Kitzbühel    | José Higueras                  | Víctor Pecci                  | 7–5, 3–6, 6–1                |
| 1985      | Kitzbühel    | Pavel Složil                   | Michael Westphal              | 7–5, 6–2                     |
| 1986      | Kitzbühel    | Miloslav Mečíř                 | Andrés Gómez                  | 6–4, 4–6, 6–1, 2–6, 6–3      |
| 1987      | Kitzbühel    | Emilio Sánchez                 | Miloslav Mečíř                | 6–4, 6–1, 4–6, 6–1           |
| 1988      | Kitzbühel    | Kent Carlsson                  | Emilio Sánchez                | 6–1, 6–1, 4–6, 4–6, 6–3      |
| 1989      | Kitzbühel    | Emilio Sánchez                 | Martín Jaite                  | 7–6, 6–1, 2–6, 6–2           |
| 1990      | Kitzbühel    | Horacio de la Peña             | Karel Nováček                 | 6–4, 7–6, 2–6, 6–2           |
| 1991      | Kitzbühel    | Karel Nováček                  | Magnus Gustafsson             | 7–6(7–2), 7–6(7–4), 6–2      |
| 1992      | Kitzbühel    | Pete Sampras                   | Alberto Mancini               | 6–3, 7–5, 6–3                |
| 1993      | Kitzbühel    | Thomas Muster                  | Javier Sánchez                | 6–3, 7–5, 6–4                |
| 1994      | Kitzbühel    | Goran Ivanišević               | Fabrice Santoro               | 6–2, 4–6, 4–6, 6–3, 6–2      |
| 1995      | Kitzbühel    | Albert Costa                   | Thomas Muster                 | 4–6, 6–4, 7–6(7–3), 2–6, 6–4 |
| 1996      | Kitzbühel    | Alberto Berasategui            | Àlex Corretja                 | 6–2, 6–4, 6–4                |
| 1997      | Kitzbühel    | Filip Dewulf                   | Julián Alonso                 | 7–6(7–2), 6–4, 6–1           |
| 1998      | Kitzbühel    | Albert Costa                   | Andrea Gaudenzi               | 6–2, 1–6, 6–2, 3–6, 6–1      |
| 1999      | Kitzbühel    | Albert Costa                   | Fernando Vicente              | 7–5, 6–2, 6–7(5–7), 7–6(7–4) |
| 2000      | Kitzbühel    | Àlex Corretja                  | Emilio Benfele Álvarez        | 6–3, 6–1, 3–0, ret.          |
| 2001      | Kitzbühel    | Nicolás Lapentti               | Albert Costa                  | 1–6, 6–4, 7–5, 7–5           |
| 2002      | Kitzbühel    | Àlex Corretja                  | Juan Carlos Ferrero           | 6–4, 6–1, 6–3                |
| 2003      | Kitzbühel    | Guillermo Coria                | Nicolás Massú                 | 6–1, 6–4, 6–2                |
| 2004      | Kitzbühel    | Nicolás Massú                  | Gastón Gaudio                 | 7–6(7–3), 6–4                |
| 2005      | Kitzbühel    | Gastón Gaudio                  | Fernando Verdasco             | 2–6, 6–2, 6–4, 6–4           |
| 2006      | Kitzbühel    | Agustín Calleri                | Juan Ignacio Chela            | 7–6(11–9), 6–2, 6–3          |
| 2007      | Kitzbühel    | Juan Mónaco                    | Potito Starace                | 5–7, 6–3, 6–4                |
| 2008      | Kitzbühel    | Juan Martín del Potro          | Jürgen Melzer                 | 6–2, 6–1                     |
| 2009      | Kitzbühel    | Guillermo García-López         | Julien Benneteau              | 3–6, 7–6(7–1), 6–3           |
| 2010      | Kitzbühel    | Andreas Seppi                  | Victor Crivoi                 | 6–2, 6–1                     |
| 2011      | Kitzbühel    | Robin Haase                    | Albert Montañés               | 6–4, 4–6, 6–1                |
| 2012      | Kitzbühel    | Robin Haase                    | Philipp Kohlschreiber         | 6–7(2–7), 6–3, 6–2           |
| 2013      | Kitzbühel    | Marcel Granollers              | Juan Mónaco                   | 0–6, 7–6(7–3), 6–4           |
| 2014      | Kitzbühel    | David Goffin                   | Dominic Thiem                 | 4–6, 6–1, 6–3                |
| 2015      | Kitzbühel    | Philipp Kohlschreiber          | Paul-Henri Mathieu            | 2–6, 6–2, 6–2                |
| 2016      | Kitzbühel    | Paolo Lorenzi                  | Nikoloz Basilashvili          | 6–3, 6–4                     |
| 2017      | Kitzbühel    | Philipp Kohlschreiber          | João Sousa                    | 6–3, 6–4                     |
| 2018      | Kitzbühel    | Martin Kližan                  | Denis Istomin                 | 6–2, 6–2                     |
| 2019      | Kitzbühel    | Dominic Thiem                  | Albert Ramos Viñolas          | 7–6(7–0), 6–1                |
| 2020      | Kitzbühel    | Miomir Kecmanović              | Yannick Hanfmann              | 6–4, 6–4                     |
| 2021      | Kitzbühel    | Casper Ruud                    | Pedro Martínez                | 6–1, 4–6, 6–3                |
| 2022      | Kitzbühel    | Roberto Bautista Agut          | Filip Misolic                 | 6–2, 6–2                     |
| 2023      | Kitzbühel    | Sebastián Báez                 | Dominic Thiem                 | 6–3, 6–1                     |
| 2024      | Kitzbühel    | Matteo Berrettini              | Hugo Gaston                   | 7–5, 6–3                     |
| 2025      | Kitzbühel    | Alexander Bublik               | Arthur Cazaux                 | 6–4, 6–3                     |

### Dublu
| ATP Challenger Tour (2010)               |
| ATP World Tour (1990–2009, 2011–prezent) |

| An   | Campioni                            | Finaliști                                 | Scor                    |
| ---- | ----------------------------------- | ----------------------------------------- | ----------------------- |
| 1995 | Francisco Montana Greg Van Emburgh  | Jordi Arrese Wayne Arthurs                | 6–7, 6–3, 7–6           |
| 1996 | Libor Pimek Byron Talbot            | David Adams Menno Oosting                 | 7–6(7–5), 6–3           |
| 1997 | Wayne Arthurs Richard Fromberg      | Thomas Buchmayer Thomas Strengberger      | 6–4, 6–3                |
| 1998 | Tom Kempers Daniel Orsanic          | Joshua Eagle Andrew Kratzmann             | 6–3, 6–4                |
| 1999 | Chris Haggard Peter Nyborg          | Álex Calatrava Dušan Vemić                | 6–3, 6–7(4–7), 7–6(7–4) |
| 2000 | Pablo Albano Cyril Suk              | Joshua Eagle Andrew Florent               | 6–3, 3–6, 6–3           |
| 2001 | Àlex Corretja Luis Lobo             | Simon Aspelin Andrew Kratzmann            | 6–1, 6–4                |
| 2002 | Robbie Koenig Thomas Shimada        | Lucas Arnold Ker Àlex Corretja            | 7–6(7–3), 6–4           |
| 2003 | Martin Damm Cyril Suk               | Jürgen Melzer Alexander Peya              | 6–4, 6–4                |
| 2004 | Leoš Friedl František Čermák        | Lucas Arnold Ker Martín García            | 6–3, 7–5                |
| 2005 | Andrei Pavel Leoš Friedl            | Christophe Rochus Olivier Rochus          | 6–2, 6–7(5–7), 6–0      |
| 2006 | Philipp Kohlschreiber Stefan Koubek | Oliver Marach Cyril Suk                   | 6–2, 6–3                |
| 2007 | Potito Starace Luis Horna           | Tomas Behrend Christopher Kas             | 7–6(7–4), 7–6(7–5)      |
| 2008 | James Cerretani Victor Hănescu      | Lucas Arnold Ker Olivier Rochus           | 6–3, 7–5                |
| 2009 | André Sá Marcelo Melo               | Andrei Pavel Horia Tecău                  | 6–7(7–9), 6–2, [10–7]   |
| 2010 | Dustin Brown Rogier Wassen          | Hans Podlipnik-Castillo Max Raditschnigg  | 3–6, 7–5, [10–7]        |
| 2011 | Daniele Bracciali Santiago González | Franco Ferreiro André Sá                  | 7–6(7–1), 4–6, [11–9]   |
| 2012 | František Čermák Julian Knowle      | Dustin Brown Paul Hanley                  | 7–6(7–4), 3–6, [12–10]  |
| 2013 | Martin Emmrich Christopher Kas      | František Čermák Lukáš Dlouhý             | 6–4, 6–3                |
| 2014 | Henri Kontinen Jarkko Nieminen      | Daniele Bracciali Andrey Golubev          | 6–1, 6–4                |
| 2015 | Nicolás Almagro Carlos Berlocq      | Robin Haase Henri Kontinen                | 5–7, 6–3, [11–9]        |
| 2016 | Wesley Koolhof Matwé Middelkoop     | Dennis Novak Dominic Thiem                | 2–6, 6–3, [11–9]        |
| 2017 | Pablo Cuevas Guillermo Durán        | Hans Podlipnik-Castillo Andrei Vasilevski | 6–4, 4–6, [12–10]       |
| 2018 | Roman Jebavý Andrés Molteni         | Daniele Bracciali Federico Delbonis       | 6–2, 6–4                |
| 2019 | Philipp Oswald Filip Polášek        | Sander Gillé Joran Vliegen                | 6–4, 6–4                |
| 2020 | Austin Krajicek Franko Škugor       | Marcel Granollers Horacio Zeballos        | 7–6(7–5), 7–5           |
| 2021 | Alexander Erler Lucas Miedler       | Roman Jebavý Matwé Middelkoop             | 7–5, 7–6(7–5)           |
| 2022 | Pedro Martínez Lorenzo Sonego       | Tim Pütz Michael Venus                    | 5–7, 6–4, [10–8]        |
| 2023 | Alexander Erler Lucas Miedler       | Gonzalo Escobar Aleksandr Nedovyesov      | 6–4, 6–4                |
| 2024 | Alexander Erler Andreas Mies        | Constantin Frantzen Hendrik Jebens        | 6–3, 3–6, [10–6]        |
| 2025 | Petr Nouza Patrik Rikl              | Neil Oberleitner Joel Schwärzler          | 1–6, 7–6(7–3), [10–5]   |